# Swissbau

Logo der Swissbau

Die Swissbau ist eine Messe der Bauwirtschaft in der Schweiz. Sie findet alle zwei Jahre statt. Während den vier Messetagen in Basel sind rund 902 Aussteller aus den Bereichen Planung, Rohbau, Gebäudehülle, Gebäudetechnik und Innenausbau präsent. In der Veranstaltungs- und Netzwerkplattform Swissbau Focus mit den rund 60 Anlässen diskutieren Experten zu den Themen Aus- und Weiterbildung, Raumentwicklung, Bauwirtschaft, Energiewende, Architektur und Planung, Bausysteme und Materialien, Innenarchitektur und Design, Nutzung und Unterhalt sowie Gebäudetechnik.

## Geschichte
1974 wurde der Bausektor aus der Schweizer Mustermesse ausgegliedert und die Swissbau fand als eine Fachmesse der Schweiz zum ersten Mal eigenständig statt. 314 Aussteller trafen an der Premiere auf rund 40'000 Besucher. Während der vierten Durchführung 1981 stieg die Besucherzahl auf über 100'000 und zwei Jahre später konnten mehr als 1'000 Aussteller für die Messe gewonnen werden. Aufgrund der heterogenen Themenbereiche und Besucherzielgruppen wurden ab 1997 die beiden Themen Rohbau und Innenausbau separiert und es fand jährlich alternierend eine Messe zu einem dieser Themen statt. 2005 ging man zurück zu den Anfängen und vereinte die Bereiche wieder alle zwei Jahre, um einen möglichst grossen Teil des Lebenszyklus einer Immobilie abzubilden. Im Jahr 2012 wurde die Hilsa, Schweizer Fachmesse für Haustechnik, in die Swissbau integriert. Im selben Jahr wurde neben dem klassischen Ausstellungsbereich die Veranstaltungs- und Netzwerkplattform Swissbau Focus eingeführt. Zum 40-jährigen Jubiläum 2014 fand die Swissbau zum ersten Mal im von Herzog & de Meuron entworfenen Neubau der Messe Basel statt.

## Kennzahlen Swissbau 2020
- 110'000 m² Ausstellungsfläche
- 92'269 Besucher, davon 84 % Fachbesucher und 16 % Privatbesucher
- 902 Aussteller aus 17 Ländern
- 271 Medienvertreter

## Themenbereiche
- Rohbau + Gebäudehülle
- Gebäudetechnik
- Sicherheit
- IT-Lösungen
- Innenausbau
- Veranstaltungs- und Netzwerkplattform Swissbau Focus
- Plattform für digitale Transformation Swissbau Innovation Lab